# Los Guido
Los Guido es el último distrito número trece del cantón de Desamparados, de la provincia de San José, en Costa Rica, fundado en el año de 2003.

## Historia
Las primeras ocupaciones recordadas de este territorio fueron por indígenas del antiguo Reino Huetar de Occidente, el cual se encontraba encabezado por el Cacique Garabito. Los indígenas que habitaron esta región fueron los mismos que habitaron la región de Aserrí, sobresaliendo entre ellos el Cacique Accerrí, originario de la tribu Quepoa.
Los primeros pobladores ubicaron sus casitas a lo largo de un camino que unía San José con Aserrí, y separaron sus propiedades con cercas, ya sea de piedra o árboles naturales, por lo que antiguamente se llamó a esta región Dos Cercas.
En aquella época, Dos Cercas, que era un distrito de San José, se conformaba por los barrios de Patarrá, Salitral (hoy San Antonio), San Felipe (hoy San Miguel), Palo Grande (hoy San Rafael) y El Molino (hoy San Juan de Dios).
En 1821, el caserío Dos Cercas ya tenía gran importancia y se había planificado muy bien sus primeros cuadrantes, de conformidad con las normas que ordenaba la vetusta "Ley de Indias para la formación de cabildos", además de que ya contaba con más población que otros asentamientos como Patarrá, San Antonio, Aserrí y el mismo Curridabat.
En 1841, Desamparados ya era un barrio de San José, y se conformaba por los cuarteles de El Centro, El Molino (hoy San Juan de Dios), Palo Grande (hoy San Rafael), Patarrá, San Antonio y San Felipe (hoy San Miguel).
El 4 de noviembre de 1962, se funda el cantón de Desamparados, número tres de la provincia de San José, mediante la Ley de Ordenanzas Municipales.
En 1986, el gobierno de Óscar Arias Sánchez creó la Ley del Bono de la Familia, la cual consistía en otorgar ayuda económica a personas de escasos recursos para construcción de vivienda digna con su respectivo lote. En la zona de Los Guidos comenzaron a construirse estas casas y personas de todo el país e inmigrantes llegaron a vivir al lugar.
El 22 de octubre de 2003, durante el gobierno de Abel Pacheco de la Espriella, el distrito de Los Guido se segrega del distrito de Patarrá mediante el decreto ejecutivo n.º 3180-G del diario La Gaceta.

## Ubicación
Se ubica en el norte del cantón y limita al noroeste con el distrito de Gravilias, al oeste con el distrito de San Miguel, al sur y este con el distrito de Patarrá y al noreste con el distrito de Damas.

## Geografía
Los Guido cuenta con un área de 3,06 km² y una altitud media de 1250 m s. n. m.

## Demografía
Para el año 2022, Los Guido cuenta con una población estimada de 24 662 habitantes, y para el último censo efectuado, en 2011, Los Guido contaba con una población de 24 102 habitantes.

## Concejo de distrito
El concejo de distrito de Los Guido vigila la actividad municipal y colabora con los respectivos distritos de su cantón. También está llamado a canalizar las necesidades y los intereses del distrito, por medio de la presentación de proyectos específicos ante el Concejo Municipal. El presidente del concejo del distrito es el síndico propietario del Partido Unidad Social Cristiana, Fausto Javier Montes Chinchilla.
El concejo del distrito se integra por:
| #                       | Partido                             | Nombre                                 |
| Síndico propietario     | Síndico propietario                 | Síndico propietario                    |
| ----------------------- | ----------------------------------- | -------------------------------------- |
| 1                       | Partido Unidad Social Cristiana     | Fausto Javier Montes Chinchilla        |
| Síndico suplente        |                                     |                                        |
| 2                       | Partido Unidad Social Cristiana     | Emeidy Lorena Jiménez Escamilla        |
| Concejales propietarios |                                     |                                        |
| 3                       | Partido Unidad Social Cristiana     | Yenny María Barboza Soto               |
| 4                       | Partido Unidad Social Cristiana     | Kevin Daniel Mayorga Ramos             |
| 5                       | Partido Progreso Social Democrático | Yesenia María Navarro Monge            |
| 6                       | Partido Liberación Nacional         | Rocío Rodríguez Jiménez                |
| Concejales suplentes    |                                     |                                        |
| 7                       | Partido Unidad Social Cristiana     | Katherine Ivannia Valladares Barrantes |
| 8                       | Partido Unidad Social Cristiana     | Juan Carlos Argüello Rodríguez         |
| 9                       | Partido Progreso Social Democrático | Fania Pérez Mora                       |
| 10                      | Partido Liberación Nacional         | Laura Leticia Duarte Segura            |

## Organización territorial
El distrito de Los Guido se conforma por las siguientes comunidades, barrios o sectores:
- Barrio El Bosque
- Barrio Las Mandarinas
- Barrio Las Victorias
- Barrio Los Guido (centro)
- Barrio Los Robles
- Barrio Letras
- Barrio Orowe
- Barrio Potrero
- Barrio Señor del Triunfo
- Barrio Las Anas
- Sector 1,2,3,4,5,6,7,8.
- Balcón Verde
- Los Alpes

## Cultura

### Educación
Ubicadas propiamente en el distrito de Los Guido se encuentran los siguientes centros educativos:
- Jardín de Niños Las Letras
- Escuela Las Letras
- Escuela Sector Siete
- C.E.A.P.
- Escuela Los Guido
- Colegio Técnico Profesional José Albertazzi
- Centro de Desarrollo Integral Los Guido